# Team SD Worx-Protime
Das Team SD Worx-Protime ist ein Radsportteam im Frauenradsport mit Sitz in Bunde.

## Organisation und Geschichte
Das Team wurde 2011 unter dem Namen Dolmans Landscaping Team als UCI Women’s Team gegründet. Zur Saison 2013 wurde die Organisation des Teams erheblich geändert: Der Sportliche Leiter Bart Faes wurde durch die ehemaligen Profiradrennfahrer Steven Rooks und Danny Stam ersetzt. Das Management des Teams wurde von Ten Ham nach Bunde verlegt. Neuer Repräsentant des Teams war Marten de Lange, der Danielle Bekkering ablöste. Letztere wechselte zusammen mit dem zweiten Sportlichen Leiter, Thijs Rondhuis, zum neugegründeten Team Polaris. Prominente Neuzugänge waren Elizabeth Armitstead und Romy Kasper, ein Jahr später auch Megan Guarnier.
In den folgenden Jahren entwickelte sich die Mannschaft zum führenden Team im Frauenradsport und führte jeweils zum Saisonende von 2016 bis 2019 die UCI-Weltrangliste an und gewann die Jahreswertung der UCI Women’s WorldTour, auch dank Anna van der Breggen, die 2017 zum Team stieß. Gleichwohl erklärten die Hauptsponsoren Boels Dolmans, im Jahr 2019 die Unterstützung des Teams nach Ablauf der Saison 2020 einzustellen. 
Da das Teammanagement innerhalb der Bewerbungsfrist für eine Lizenz als UCI Women’s WorldTeam noch keinen Nachfolgesponsor hatte, bewarb sich das Team nicht für diese neu eingeführte Elitekategorie und startete als UCI Women’s Continental Team. Aus sportlicher Sicht blieb das Team erfolgreich, musste jedoch in dieser Saison die Führung in der Weltrangliste abgeben. Boels Dolmans wurde im Jahr 2020 Gründungsmitglied von UNIO, einer Vereinigung von Teambetreibern im Frauenradsport.
Zur Saison 2020 wurde SD Worx neuer Hauptsponsor. Mit neuem Sponsor erhielt das Team eine Lizenz als UCI Women’s WorldTeam und kehrte an die Spitze der Weltrangliste zurück. Mit der Dreierspitze Demi Vollering für die Rundfahrten, Lotte Kopecky für die Eintagesrennen und Lorena Wiebes für die Sprintankünfte dominierte das Team die Saisons 2023 und 2024 und erzielte über 60 Siege pro Saison. Ab 2024 konnte mit Protime, ein Anbieter von Softwarelösungen im Personalbereich, ein zweiter Titelsponsor gewonnen werden. Bereits zu Beginn der Saison 2024 gab das Team den Abgang von Demi Vollering bekannt, was innerhalb des Team zu Unruhe und Konkurrenzkampf führte.

## Platzierungen in UCI-Ranglisten
UCI Weltcup 
| World Cup   | World Cup   | World Cup                | World Cup |
| Jahr        | Teamwertung | Einzelwertung            |           |
| ----------- | ----------- | ------------------------ | --------- |
| 2011        | 8.          | Martine Bras (9. )       |           |
| 2012        | 9.          | Martine Bras (36. )      |           |
| 2013        | 8.          | Lizzie Armitstead (17. ) |           |
| 2014        | 2.          | Lizzie Armitstead (1. )  |           |
| 2015        | 3.          | Lizzie Armitstead (1. )  |           |
|             |             |                          |           |
| Quelle: UCI |             |                          |           |

UCI Women’s WorldTour
| UCI World Tour | UCI World Tour | UCI World Tour             | UCI World Tour |
| Jahr           | Teamwertung    | Einzelwertung              |                |
| -------------- | -------------- | -------------------------- | -------------- |
| 2016           | 1.             | Megan Guarnier (1. )       |                |
| 2017           | 1.             | Anna van der Breggen (1. ) |                |
| 2018           | 1.             | Anna van der Breggen (3. ) |                |
| 2019           | 1.             | Anna van der Breggen (5. ) |                |
| 2020           | 2.             | Anna van der Breggen (4. ) |                |
| 2021           | 1.             | Demi Vollering (2. )       |                |
| 2022           | 1.             | Demi Vollering (3. )       |                |
| 2023           | 1.             | Demi Vollering (1. )       |                |
| 2024           | 1.             | Lotte Kopecky (1. )        |                |
|                |                |                            |                |
| Quelle: UCI    |                |                            |                |

UCI World Ranking
| UCI Ranking | UCI Ranking | UCI Ranking                | UCI Ranking |
| Jahr        | Teamwertung | Einzelwertung              |             |
| ----------- | ----------- | -------------------------- | ----------- |
| 2011        | 13.         | Martine Bras (16. )        |             |
| 2012        | 19.         | Martine Bras (90. )        |             |
| 2013        | 11.         | Lizzie Armitstead (17. )   |             |
| 2014        | 3.          | Lizzie Armitstead (3. )    |             |
| 2015        | 2.          | Lizzie Armitstead (2. )    |             |
| 2016        | 1.          | Megan Guarnier (1. )       |             |
| 2017        | 1.          | Anna van der Breggen (2. ) |             |
| 2018        | 1.          | Anna van der Breggen (2. ) |             |
| 2019        | 1.          | Anna van der Breggen (5. ) |             |
| 2020        | 2.          | Anna van der Breggen (1. ) |             |
| 2021        | 1.          | Demi Vollering (4. )       |             |
| 2022        | 1.          | Lotte Kopecky (4. )        |             |
| 2023        | 1.          | Demi Vollering (1. )       |             |
| 2024        | 1.          | Lotte Kopecky (1. )        |             |
|             |             |                            |             |
| Quelle: UCI |             |                            |             |

## Mannschaft 2025
| Teamkader 2025                          | Teamkader 2025     | Teamkader 2025     | Teamkader 2025                    |
| Name                                    | Geburtsdatum       | Land               | Vorheriges Team                   |
| --------------------------------------- | ------------------ | ------------------ | --------------------------------- |
| Mischa Bredewold                        | 20. Juni 2000      | Niederlande        | Parkhotel Valkenburg (2022)       |
| Elena Cecchini                          | 25. Mai 1992       | Italien            | Canyon-SRAM Racing (2020)         |
| Femke Gerritse                          | 14. Mai 2001       | Niederlande        | Parkhotel Valkenburg (2023)       |
| Barbara Guarischi                       | 10. Februar 1990   | Italien            | Movistar Team (2022)              |
| Steffi Häberlin                         | 11. Dezember 1997  | Schweiz            |                                   |
| Mikayla Harvey                          | 7. September 1998  | Neuseeland         | UAE Team ADQ (2024)               |
| Julia Kopecký                           | 10. August 2004    | Tschechien         | AG Insurance-Soudal NXTG (2024)   |
| Lotte Kopecky                           | 10. November 1995  | Belgien            | Liv Racing (2021)                 |
| Marta Lach                              | 26. Mai 1997       | Polen              | Ceratizit-WNT Pro Cycling (2024)  |
| Femke Markus                            | 17. November 1996  | Niederlande        | Parkhotel Valkenburg (2022)       |
| Skylar Schneider                        | 3. September 1998  | Vereinigte Staaten | Miami Blazers (2024)              |
| Marie Schreiber                         | 17. April 2003     | Luxemburg          | Acrog-Tormans/Balen BC (2023)     |
| Geerike Schreurs                        | 19. Mai 1989       | Niederlande        | Sengers (2013)                    |
| Laura Stigger                           | 25. September 2000 | Österreich         |                                   |
| Chantal van den Broek-Blaak (–11. Feb.) | 22. Oktober 1989   | Niederlande        | Specialized-Lululemon (2014)      |
| Anna van der Breggen                    | 18. April 1990     | Niederlande        | Rabo Liv Women (2016)             |
| Kata Blanka Vas                         | 3. September 2001  | Ungarn             | Doltcini-Van Eyck-Proximus (2021) |
| Lorena Wiebes                           | 17. März 1999      | Niederlande        | Team DSM (2022)                   |
| Lisa van Belle (29. Apr.–31. Dez.)      | 30. Januar 2004    | Niederlande        | VELOPRO-Alphamotorhomes (2025)    |
|                                         |                    |                    |                                   |
| Quelle: ProCyclingStats                 |                    |                    |                                   |